# Contea di Huili
La contea di Huili (会理县S, Huìlǐ XiànP) è una contea della Cina, situata nella provincia di Sichuan e amministrata dalla prefettura autonoma Yi di Liangshan.